# Ylva Johansson
Ylva Julia Margareta Johansson (Huddinge, 13 febbraio 1964) è una politica svedese, Commissaria europea per gli affari interni nella Commissione von der Leyen I dal 2019 al 2024. Johansson é una esponente di spicco del Partito Socialdemocratico Svedese e ha ricoperto più volte la carica di ministro (istruzione, affari sociali e lavoro)..

## Biografia
Johansson ha studiato all'Università di Lund e all'Istituto di istruzione di Stoccolma nel 1983-88 e nel 1991-92 e ha conseguito un Master in Scienze dell'educazione. Dopo la laurea, ha lavorato come insegnante di matematica, fisica e chimica. 

## Carriera politica
Nelle elezioni generali del 1988 Johansson è stata eletta membro del Riksdag per il Partito della Sinistra - Comunisti (VPK). In seguito ha lasciato il partito e si è unita ai socialdemocratici. 
Dal 1992 al 1994 Johansson ha lavorato come insegnante, fino a quando il primo ministro Ingvar Carlsson la nominò ministro delle scuole nel suo governo. Nel 1998, lei e l'allora ministro delle Finanze Erik Åsbrink hanno annunciato il loro desiderio di "confermare pubblicamente che siamo innamorati" e la loro intenzione di separarsi dai rispettivi partner. Poco dopo, Johansson lasciò il governo. Negli anni successivi ha lavorato nel settore privato. 
Nel 2004, il primo ministro Göran Persson ha nominato Johansson al governo in un nuovo ruolo, quello di ministro per la salute e l'assistenza agli anziani, succedendo a Lars Engqvist. 

### Ministro del lavoro (2014–2019)
Dal 2014, Johansson è stata ministro del lavoro nel governo di Stefan Löfven. Durante il periodo in carica, ha lavorato per inasprire le leggi sull'immigrazione per lavoro. 
Nel congresso del partito socialdemocratico del 2013, era stato fissato l'obiettivo che la Svezia avesse il tasso di disoccupazione più basso dell'UE. Mentre i socialdemocratici e il partito dei Verdi erano al potere, la disoccupazione è diminuita di più in altri paesi dell'UE rispetto alla Svezia e nel 2019 il posto della Svezia nella classifica della disoccupazione è scivolato a 18 con un tasso di disoccupazione del 6,2%, dove il primo posto era occupato dalla Repubblica ceca all'1,7%. 

### Commissario europeo
A seguito delle elezioni europee del 2019, Löfven ha nominato Johansson come candidato svedese alla carica di commissario europeo. 
Durante una sessione di domande e risposte nell'ottobre 2019 al Parlamento europeo, a Johansson è stato chiesto se la politica svedese sulla criminalità di gruppo e sulla migrazione sarebbe stata esportata a livello dell'UE. La Johansson ha risposto di essere "orgogliosa che la Svezia abbia ricevuto così tanti rifugiati". 
All'inizio di marzo 2020 Johansson è stato nominata dal presidente Ursula von der Leyen per far parte di una speciale task force per coordinare la risposta dell'Unione europea alla pandemia COVID-19. 

## Posizioni politiche
Johansson è stata descritta come "l'ala sinistra dei socialdemocratici". 
In qualità di commissario europeo per gli affari interni, Johansson ha adottato l'agenda a favore dell'immigrazione. Nel dibattito dell'UE sul nuovo patto sull'immigrazione, ha detto che "abbiamo molta migrazione verso l'Unione europea, e ne abbiamo bisogno". 

## Vita privata
Membro onorario della squadra di calcio Hammarby, Johansson ha due figli con il suo ex marito, Bo Hammar, e un figlio con Erik Åsbrink.